# Rudi Soedjarwo
Rudi Soedjarwo, pseudonyme de Rudianto Soedjarwo, est un réalisateur indonésien né le 9 novembre 1971 à Bogor (Java occidental). Il est le fils d'Anton Soedjarwo.

## Biographie
Rudi Soedjarwo est l'une des principales personnalités qui œuvrent pour le développement de l'industrie cinématographique indonésienne En tant que cinéaste il a réalisé surtout des romances de jeunesse, son succès le plus connu auprès du public étant Ada apa dengan Cinta? (Que se passe-t-il avec Cinta?) (2002). L'actrice principale de ce film, Dian Sastrowardoyo, a obtenu un Citra (récompense décernée lors du festival du film indonésien) pour la meilleure actrice, tandis que Soedjarwo obtint une Piala Cintra pour le meilleur réalisateur.
Rudi Soedjarwo est par ailleurs professeur auprès de l'institut cinématographique indonésien Reload Film Center. 

## Formation
- École primaire à Jakarta (1981)
- École secondaire à Jakarta (1987)
- Collège à  Jakarta (1990)
- San Diego State University (faculté de gestion d’entreprise, 1994)
- Academy of Arts College San Francisco (1996)

## Récompenses
- 2004: Meilleur réalisateur, Festival du film indonésien (Film Festival Indonesia, FFI)
- 2004: Meilleur réalisateur, Festival international du film de Bali (Festival Film Internasional Bali), pour le film Mengejar Matahari
- 2006: Meilleur réalisateur, Festival international du film de Jakarta (Jakarta International Film Festival, JIFFEST)
- 2006: Meilleur réalisateur pour la télévision, Festival du film indonésien (Film Festival Indonesia, FFI), pour le film Ujang Pantry 2

## Filmographie

### Réalisateur
- 2000: Bintang Jatuh (Etoile tombante)
- 2001: Tragedi (Tragédie)
- 2002: Ada apa dengan Cinta? (Que se passe-t-il avec Cinta?)
- 2003: Rumah Ketujuh (La septième maison)
- 2004: Mengejar Matahari (Chasse au soleil)
- 2005: Tentang Dia (À son sujet)
- 2005: 9 Naga (Les neuf dragons)
- 2006: Mendadak Dangdut (Et soudain du Dangdut)
- 2006: Ujang Pantry 2 (Le laboratoire de cuisine d'Ujang))
- 2006: Pocong (Le Pocong)
- 2006: Pocong 2 (Le Pocong 2)
- 2007: Mengejar Mas-Mas (Chassant un homme aîné)
- 2007: Cintapuccino, adaptation du livre homonyme
- 2008: 40 Hari Bangkitnya Pocong, les 40 jours de la résurrection du Poncong)
- 2008: In the Name of Love (Au nom de l'amour)
- 2008: Liar (Sauvage)
- 2008: Sebelah Mata (La moitié de moi)
- 2009: Hantu Rumah Ampera (Le fantôme de la maison d'Ampera)
- 2011: Batas (Limite)
- 2011: 5 Elang (Cinq aigles)